# RCS MediaGroup
Die RCS MediaGroup ist ein italienisches Medienunternehmen und Sportveranstalter. Die Aktiengesellschaft mit Sitz in Mailand ist an der Borsa Italiana gelistet. Die Abkürzung RCS ist ein Akronym für „Rizzoli Corriere della Sera“.

## Aktivitäten
Die Mediengruppe entstand in den frühen 1970er Jahren, als der von Angelo Rizzoli im Jahr 1909 als Druckerei gegründete Verlag seines Namens mehrere Beteiligungen am Verlag des Corriere della Sera übernahm.
Sie gibt verschiedene Tageszeitungen (Corriere della Sera, La Gazzetta dello Sport) und Periodika (Oggi, Visto, OK La salute prima di tutto, Novella 2000, Astra, Domenica Quiz, Domenica Quiz Mese, Max, L’Europeo, Newton, Amica, Anna, Brava Casa, Dove, Gulliver, Donna e Mamma, Dolce Attesa, Insieme, Io e il mio bambino, La guida di Io e il mio bambino, Cipria e Imagine) heraus.
Außerdem tritt oder trat sie als Rundfunkanbieter und Buchverlag (Rizzoli, Bompiani, Fabbri Editori, Bur, Sonzogno, Sansoni, La Nuova Italia, Marsilio Editore, Archinto e La Coccinella) auf. Die Buchsparte und Nutzung der Marke Rizzoli im Buchmarkt wurde im April 2016 für etwa 127 Millionen Euro an Mondadori verkauft.
In Spanien werden einige Zeitungen wie El Mundo, Marca oder das Wirtschaftsmagazin Expansión herausgegeben. Über ein Drittel der RCS MediaGroup Belegschaft ist in Spanien tätig. Die zur RCS MediaGroup gehörende RCS Sport richtet bedeutende italienische Radrennen wie den Giro d’Italia, Mailand–Sanremo, Tirreno–Adriatico, Mailand–Turin, Strade Bianche und die Lombardei-Rundfahrt aus.